# Poeševo
Poeševo (makedonska: Поешево) är en ort i Nordmakedonien. Den ligger i kommunen Bitola, i den södra delen av landet, 110 kilometer söder om huvudstaden Skopje. Poješevo ligger 580 meter över havet och antalet invånare är 389.